# Trec (rivière)
Le Trec est une rivière du sud-ouest de la France, dans le département de Lot-et-Garonne, en région Nouvelle-Aquitaine et un affluent droit de la Garonne.

## Géographie
De 25,6 km de longueur, il prend sa source en Lot-et-Garonne sur la commune de Montignac-Toupinerie. Il prend la direction de la Garonne puis se jette dans le fleuve à Marmande. 

## Communes traversées
Dans le seul département de Lot-et-Garonne, le Trec (de la Greffière) traverse neuf communes : 
- dans le sens amont vers aval : Montignac-Toupinerie (source), Miramont-de-Guyenne, Seyches, Puymiclan, Virazeil, Birac-sur-Trec, Longueville, Saint-Pardoux-du-Breuil, Marmande (confluence).

## Principaux affluents
Le Trec (de la Greffière) a seize affluents référencés dont :
- (G) le ruisseau de Durand : 2,6 km
- (G) le ruisseau de Gary : 2,9 km
- (D) le Manet : 10,2 km
- (D) le ruisseau du Trec de Canteranne : 4,1 km
- (G) la Canaule : 24 km
- (D) le ruisseau des Bouilhats : 5,5 km